# Uday Taleb
Uday Taleb (ur. 6 listopada 1981) – iracki piłkarz grający na pozycji bramkarza, reprezentant kraju.

## Kariera piłkarska
Przygodę z futbolem rozpoczął w 2002 w klubie Al-Shurta. W 2003 został zawodnikiem klubu Al-Zawra. W 2006 przeszedł do Al-Minaa. Od 2008 jest zawodnikiem Duhok FC.

## Kariera reprezentacyjna
Karierę reprezentacyjną rozpoczął w 2002. Uczestnik Igrzysk Olimpijskich 2004. W 2009 został powołany przez trenera Borę Milutinovicia na Puchar Konfederacji 2009, gdzie Irak odpadł w fazie grupowej. W sumie w reprezentacji wystąpił w 5 spotkaniach.